# Знам'янська міська рада
Зна́м'янська міська́ ра́да — адміністративно-територіальна одиниця та орган місцевого самоврядування у складі Кіровоградської області. Адміністративний центр — місто обласного значення Знам'янка.

## Загальні відомості

### Історія
- Сучасну будівлю ради було зведено після Другої світової війни.

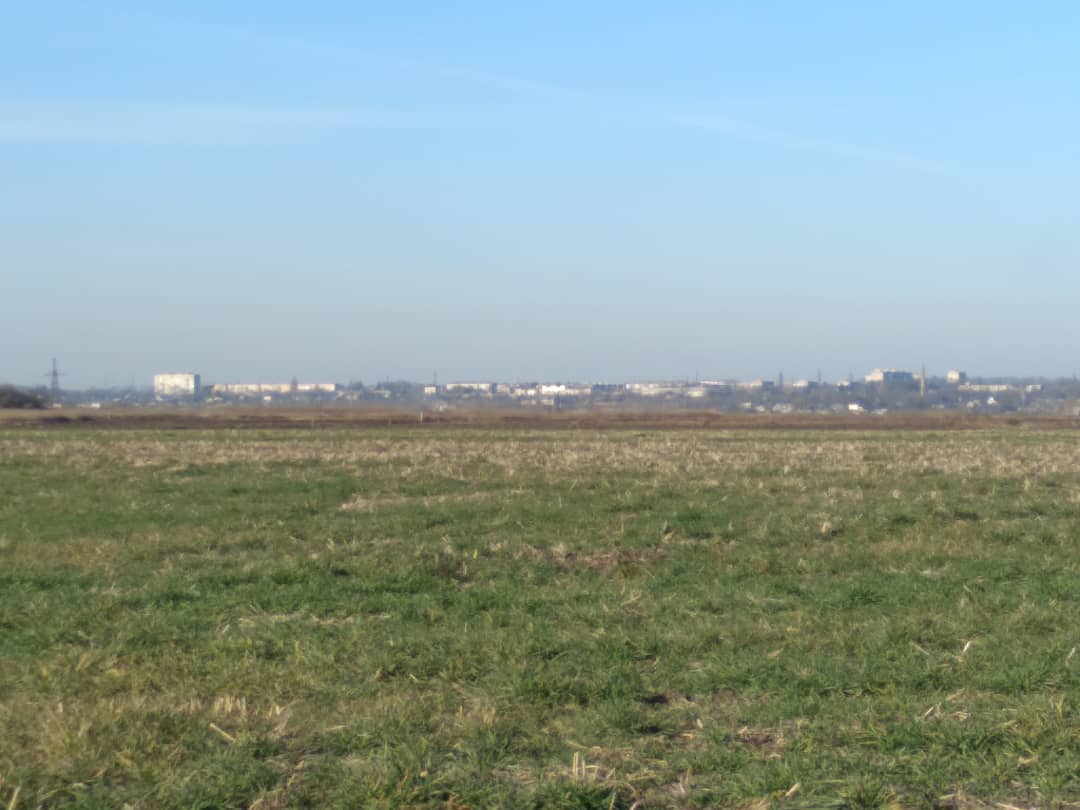
вигляд на Знам'янку з півдня (2021)

- У квітні 2019 року Кіровоградська обласна рада та Знам'янська міська рада стали причетні до найбільшого в області корупційного скандалу, з тих що відбулися до повнономасштабного вторгнення, пов'язаного з будівництвом міні-стадіону на подвір'ї Знам'янської загальноосвітньої школи I-III ступенів № 3 гімназії у м. Знам'янка на якому були присутні тодішній голова облради Сергій Кузьменко та міський голова Знам'янки Сергій Філіпенко, вартість побудови склала 1 мільйон гривень [1].
- З травня по грудень 2023 року тривало зведення площі перед Знам'янським Палацом Культури, яке обійшлося в майже 10 млн гривень з місцевого бюджету [2] [3], а з грудня 2023 по листопад 2024 року ремонт вул. Соборної який обійшовся громаді у 40 млн гривень. При цьому міська рада закликала робити донати на ЗСУ [4].

## Загальні відомості
- Територія ради: 112,63 км²
- Населення ради: 28 604 осіб (станом на 1 січня 2022 року)[5]

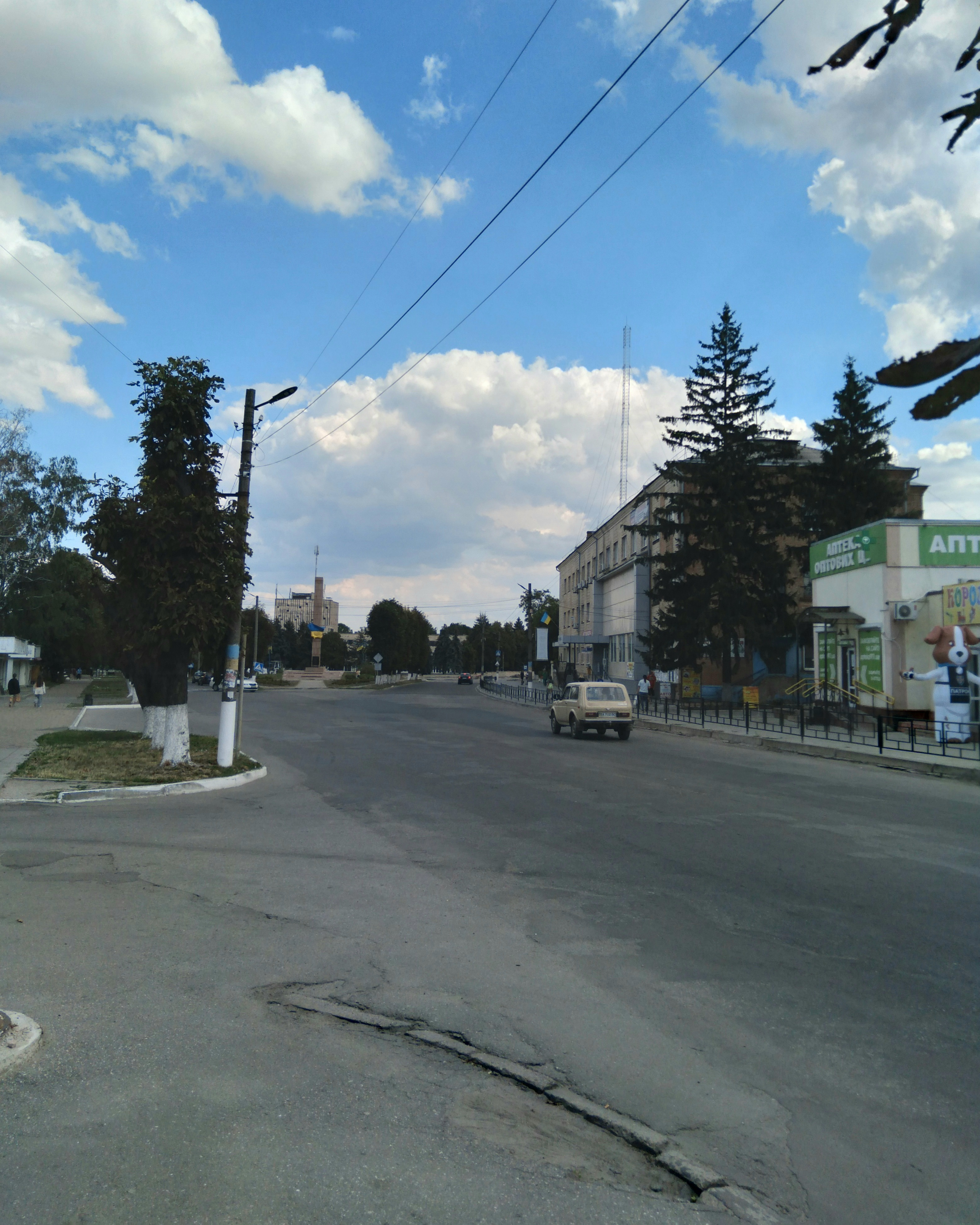
Центр Знам'янки (2023)

## Населені пункти
Міській раді підпорядковані населені пункти:
- м. Знам'янка
- смт Знам'янка Друга
- с. Водяне
- с.Петрове
- с.Сокільники
- с.Новоолександрівка

## Склад ради
Рада складається з 26 депутатів та голови.
- Голова ради: Сокирко Володимир Феліксович
- Секретар ради: Зеленська Вікторія Володимирівна

### Керівний склад попередніх скликань
| ПІБ                          | Основні відомості                    | Дата обрання | Дата звільнення |
| ---------------------------- | ------------------------------------ | ------------ | --------------- |
| Крюков Віктор Васильович     | Міський голова, 1961 року народження | 26.03.2006   | 31.10.2010      |
| Крижановський Ігор Борисович | Міський голова, 1960 року народження | 31.10.2010   | 27.11.2015      |
| Філіпенко Сергій Іванович    | Міський голова, 1961 року народження | 27.11.2015   | 08.12.2020      |

Примітка: таблиця складена за даними джерела

### Депутати
За результатами місцевих виборів 2020 року депутатами ради стали:

#### За суб'єктами висування
| Суб'єкт висування                                  | Кількість обраних депутатів | %     |
| -------------------------------------------------- | --------------------------- | ----- |
| Політична Партія «Слуга Народу»                    | 6                           | 23,08 |
| Політична партія "ОПОЗИЦІЙНА ПЛАТФОРМА - ЗА ЖИТТЯ" | 5                           | 19,23 |
| Політична партія "Європейська солідарність"        | 4                           | 15,38 |
| Політична партія «ГОЛОС»                           | 4                           | 15,38 |
| Всеукраїнське об'єднання «Батьківщина»             | 3                           | 11,54 |
| Політична партія "ЗА МАЙБУТЄ"                      | 2                           | 7,69  |
| Радикальна партія Олега Ляшка                      | 2                           | 7,69  |